# Tazgait
Tazgait là một đô thị thuộc tỉnh Mostaganem, Algérie. Dân số thời điểm năm 2002 là 8.763 người.